# Heinkel He 343
Heinkel He 343 е нереализиран немски скоростен бомбардировач.
Проектът He 343 е разработен въз основа на Arado Ar 234. Проектирането започва през януари 1944 г. През декември 1944 г. Имперското министерството на авиацията спира разработката по няколко причини: He 343 губи конкуренцията с Junkers Ju 287 – по това време цялата авиационна индустрия на Германия е ангажирана с производството на изтребители.

## Летателно-технически характеристики
Летателни характеристики
- Екипаж: 2
- Дължина: 16.50 m
- Размах на крилете: 18.00 m
- Височина: 5.35 m
- Площ на крилете: 42.45 m2
- Тегло пълен: 19 550 kg
- Деигатели: 4 × турбореактивни Heinkel HeS 011

- Максимална скорост: 910 km/h
- Далечина на полета: 2800 km

Въоръжение:
- Бомби: до 3000 kg